# 瓦奇瓦山
11°38′57″S 76°19′21″W / 11.64917°S 76.32250°W
瓦奇瓦山（Wachwa），是秘魯的山峰，位於該國中南部利馬大區的瓦羅奇里省，屬於安第斯山脈的一部分，處於米爾波山西南面和瓦奇瓜科查湖東南面，海拔高度約5,300米。